# Lục Du
Lục Du (chữ Hán: 陸游, 1125-1210), tự Vụ Quan (務観), hiệu Phóng Ông (放翁); là quan thời Nam Tống, là nhà thơ và là nhà làm từ ở Trung Quốc.

## Tiểu sử
Lục Du là người Sơn Âm; nay là huyện Thiệu Hưng, tỉnh Chiết Giang, Trung Quốc.
Ông xuất thân trong một gia đình làm nghề nông khá giả, có nề nếp văn chương, qua các triều đại đều có người ra làm quan.

### Sinh trưởng trong thời loạn
Ông sinh ra và lớn lên đúng vào lúc vương triều Bắc Tống suy vi. Năm ông 2 tuổi, quân Kim đánh phá Biện Kinh (tức Khai Phong), cha ông là Lục Tể (một nhân sĩ yêu nước) phải mang ông đi tản cư ở Thọ Xuân (nay là huyện Thọ, tỉnh An Huy) một thời gian.
Tương truyền rằng Lục Du từ nhỏ nuôi chí làm tướng đi theo Nhạc Phi bắc phạt nước Kim. Khi nghe tin Nhạc Phi bị Tần Cối hại chết vào năm 1142, Lục Du năm đó 17 tuổi, đã cưỡi ngựa một mình rời Thọ Xuân (nay là huyện Thọ, tỉnh An Huy) để đến kinh đô Lâm An ám sát Tần Cối báo thù cho Nhạc Phi. Nhưng cha của Lục Du là Lục Tể cưỡi ngựa theo ngăn Lục Du lại. Lục Du nổi nóng rút kiếm muốn chém cả cha mình. Lục Tể thấy vậy cũng rút kiếm đánh văng thanh kiếm của Lục Du. Sau đó Lục Tể kiên trì khuyên can Lục Du rằng gian thần đang khuynh đảo triều chính, không dễ tiêu diệt, sau này đừng ra làm tướng cho triều đình. Cuối cùng Lục Du phải cùng Lục Tể quay về Thọ Xuân, bỏ chí làm tướng mà đi theo hướng văn chương.
Năm 20 tuổi, ông kết hôn với Đường Uyển, con gái người cậu. Vợ chồng rất thương yêu nhau, nhưng vì mẹ ông không thích con dâu, nên bắt hai người phải xa nhau. Sau khi ly hôn, Lục Du rất đau khổ, từng làm nhiều bài thơ nói về mối tình trắc trở và ngắn ngủi này. Mãi đến năm 75 tuổi (khi này Đường Uyển đã mất), ông vẫn còn làm bài thơ Thẩm viên (沈園, Vườn Thẩm) để tưởng nhớ đến người xưa.
Năm 1153, đời vua Tống Cao Tông (ở ngôi: 1127-1162), Lục Du lúc bấy giờ đã 29 tuổi, sau một thời gian dùi mài kinh sử với Tăng Kỳ (một nhà thơ yêu nước), ông đến Hàng Châu (kinh đô nhà Nam Tống) thi và đỗ Tiến sĩ.

### Thăng trầm nghiệp quan
Nhưng vì đỗ cao hơn cháu Tần Cối (1090-1155, làm quan trải đến chức Thừa tướng nhà Nam Tống), và còn vì "hay bàn chuyện chống Kim phục quốc", nên đã bị Tần Cối ganh ghét tìm cách truất đi.
Năm 1155, Tần Cối chết, Lục Du mới được bổ dùng. Năm 1163, ông tham gia cuộc Bắc phạt của Trương Tuấn. Cuộc đánh đuổi ngoại xâm thất bại, Lục Du bị phái "cầu hòa" gán cho tội "kết giao với gián quan, đặt điều thị phi, cố xúi Trương Tuấn dụng binh", bị cách chức cho về quê .
Nhàn rỗi được 5 năm bên Kính Hồ ở Sơn Âm, sau nhiều lần viết thư xin phục chức, ông được bổ làm Thông phán, một chức quan nhỏ ở Quỳ Châu.
Năm 1172, ông được Tuyên phủ sứ Tứ Xuyên-Thiểm Tây là Vương Viêm mời đến giúp việc quân vụ. Sống trong quân đội, lại thường rong ruổi ở vùng Nam Trịnh (Hán Trung), đã "làm cho hoài bão của nhà thơ thêm mở rộng cánh". 
Năm 1175, đời vua Tống Hiếu Tông (ở ngôi: 1163-1189), một bạn thơ của Lục Du là Phạm Thành Đại nhận lệnh đi trấn đất Thục, ông được bạn mời theo giữ chức Tham nghị. Mấy năm ở đây, ông có cuộc sống khá phóng túng, bởi không bị ràng buộc về lễ nghi (vì là bạn thân với quan trên), lại thường mượn rượu giải sầu, tự đặt hiệu là Phóng Ông. Tất cả đã làm cho một số đồng liêu bất mãn, nói rằng ông "không giữ lễ, chỉ mượn rượu làm càn". Song nhờ đến đây mà ông viết nhiều, sau gom thành tập Kiếm Nam thi thảo (Bản thảo thơ làm ở Kiếm Nam).
Năm 1178, Lục Du rời đất Thục đi về miền Đông, làm một viên quan địa phương ở Giang Tây. Được một thời gian, thì bị bãi chức vì tội "lạm quyền" khi tự ý mở kho thóc cứu dân nghèo .
Về ở quê (Sơn Âm) khoảng 6 năm, Lục Du được bổ làm Tri sự Nghiêm Châu. Nhưng vì một mực theo đuổi chủ trương "chống Kim phục quốc" nên lại bị triều đình "cầu hòa" cho bãi chức.
Khi Tể tướng Hàn Thác Trụ lên nắm quyền, cho chiêu tập những nhân sĩ yêu nước. Lục Du có ra làm quan Tu sử khoảng một năm. Sau Hàn Thác Trụ chống Kim thất bại, ông buồn bã trở lại quê sống cho đến hết đời.

### Mất cùng mối sầu vong quốc
Ngày 29 tháng 12 năm 1210, đời vua Tống Ninh Tông (ở ngôi: 1195-1224), Lục Du mất, thọ 85 tuổi, "mang theo mối hận không được nhìn thấy đất nước được thu hồi" .

## Tác phẩm
Lục Du là nhà thơ có một sức sáng tác hết sức dồi dào. Ông cần cù làm thơ suốt đời, vì thế trong lịch sử văn học cổ đại Trung Quốc, ông là nhà thơ làm nhiều thơ nhất. Không kể những bài mất mát hoặc do ông bỏ đi, thì số thơ còn lại khoảng 9.300 bài thơ, 130 bài từ và nhiều bài văn xuôi khác .

## Tinh thần yêu nước trong thơ ca Lục Du
Lục Du là một nhà yêu nước nổi tiếng thời Nam Tống, nhưng vì bị phe "chủ hòa" vùi dập, đành gửi gắm mọi tâm sự vào thơ ca. Lòng yêu nước thiết tha là nội dung quán xuyến toàn bộ tác phẩm của ông, từ những bài viết lúc trai trẻ (Lão mã hành, Kim thác dao hành, Thư phẫn,...) cho đến khi viết bản di chúc bằng thơ cuối cùng (dịch):
Chết rồi muôn sự là không,
Buồn vì một nỗi non sông chưa liền.
Ngày nào lấy lại Trung nguyên,
Con ơi! Nhớ khấn gia tiên biết cùng.
Thơ ca Lục Du cảm động chủ yếu chính là ở chỗ nhiệt tình, khí mạnh, lời hùng, nhưng không kém phần lãng mạn. Nổi bật là những bài như: Đại tướng xuất quân ca, Hồ vô nhân, Quan vận lương đồ, Xuất tái khúc, Quân trung tạp ca, v.v...
Song dưới chính sách "cầu hòa" của triều đình Nam Tống, nhiều chiến sĩ yêu nước (trong đó có ông) chỉ có thể ngồi nhìn non sông bị dày xéo. Nỗi bất bình đó được ông thể hiện trong rất nhiều bài, nổi bật có Túy ca, Lũng Đầu thủy, Cảm phẫn, Quan sơn nguyệt,...
Bên cạnh đó, Lục Du còn dùng thơ để vạch trần các mánh khóe bóc lột nhân dân thậm tệ của giai cấp thống trị phong kiến. Trong bài Thu hoạch ca, Nông gia thán, Thu tứ, Lưỡng chủ,...ông đã chỉ rõ điều này.
Ngoài thơ, Lục Du còn sở trường về từ nữa. Từ của ông phần nhiều phiêu dật, đẹp đẽ, nhiệt tình yêu nước; nhưng không hùng hồn, hào phóng, sáng sủa, trôi chảy như thơ....
Đút kết lại về sự nghiệp sáng tác của ông, nhiều nhà nghiên cứu đã nhận định rằng phong cách của Lục Du khá đa dạng, nhiều bài thơ của ông tràn trề tinh thần yêu nước, gần gũi với nhân dân; nhưng lại có những bài trầm uất giống như thơ Đỗ Phủ, bi phẫn như thơ Khuất Nguyên, giản dị cao khiết như thơ Đào Tiềm, bay bổng lãng mạn như thơ Lý Bạch, hoặc hùng tâm như từ của Tân Khí Tật...
Chính vì vậy, thơ ca ông đã đem lại cho người đọc một cảm thụ nghệ thuật đặc biệt. Song, không phải không có khuyết điểm, vì chúng có khi trùng ý, lỏng lẻo và thô thiển, nhất là những bài ông làm lúc tuổi già.
Nhìn chung, thơ Lục Du, về tư tưởng và nghệ thuật, đều có những thành tựu xuất sắc. Trên thi đàn đời Tống, ông là một nhà thơ kiệt xuất, có ảnh hưởng khá sâu rộng đối với thơ ca yêu nước ở Trung Quốc, đặc biệt đối với những nhà thơ cuối đời Nam Tống đến đầu Nguyên, như Văn Thiên Tường, Lâm Cảnh Hy,...

## Sách tham khảo
- Nguyễn Khắc Phi, mục từ "Lục Du" in trong sách Từ điển văn học (bộ mới). Nhà xuất bản Thế giới, 2004.
- Sở nghiên cứu văn học thuộc Viện Khoa học xã hội Trung Quốc biên soạn, Lịch sử văn học Trung Quốc (Tập II), Bản dịch do Nhà xuất bản Giáo dục Việt Nam ấn hành năm 1993.
- Nguyễn Hiến Lê, Đại cương văn học sử Trung Quốc (trọn bộ). Nhà xuất bản Trẻ, 1997.
- Nhiều người dịch, Thơ Tống (Trương Chính giới thiệu, Nam Trân duyệt thơ). Nhà xuất bản Văn hóa, Hà Nội, 1991.